# オレンジタワー
オレンジタワー（おれんじたわー）は、日本のSAKUの3rdシングルである。1999年6月19日によりCsoon RECORDSからリリースされた。

## 解説
SAKUの3枚目のシングルである。1作目の『風の旋律』。2作目の『クエスチョン』込みで1か月連続発売である。今作の作詞・作曲は『クエスチョン』と同じメンバーが参加している。
ジャケットはPOP調な緑地に青地のノースリーブのワンピースを着て両手を広げている黒地の女性の絵で表題曲以外に「of」という文字まで追加されている。これはCsoon RECORDSから発売されたSAKUの楽曲に文字は違えど必ず追加されている。

## 収録曲
1. オレンジタワー
  - 作詞: 青山紳一郎、作曲: SAKU
2. 陽炎の世界
  - 作詞: SAKU、作曲: SAKU
3. Harmonic Holiday
  - 作詞: 青山宏樹、作曲: SAKU